# جشن عروج

جشن عروج (انگلیسی: Feast of the Ascension) که با نام‌های پنج‌شنبه عروج، پنج‌شنبه مقدس یا روز معراج نیز خوانده می‌شود، جشنی است که با هدف گرامیداشت عروج کالبد عیسی مسیح به ملکوت برگزار می‌شود. این جشن یکی از مراسم‌های سراسری کلیساهای مسیحیت است (در تمام جهان جشن گرفته می‌شود) و از این نظر در رده آیین‌های عید پاک، مراسم نکوداشت روز نزول روح‌القدس بر حواریون و آیین گرامیداشت مصائب مسیح قرار دارد. روز عروج به‌طور سنتی در یک پنج‌شنبه، چهل روز پس از عید پاک برگزار می‌شود، هرچند برخی کلیساها مراسم را به یک شنبه بعد از آن منتقل کرده‌اند.

## آیین‌ها
در این روز در کشورهای مختلف، آیین‌های گوناگونی برگزار می‌شود. این روز در برخی کشورها، از جمله هلند، اتریش، بلژیک، کلمبیا، دانمارک، فنلاند، فرانسه، آلمان، هائیتی، ایسلند، لوکزامبورگ، لیختن اشتاین، نامیبیا، نروژ، سوئد، سوئیس و برخی کشورهای دیگر تعطیل رسمی است.
در ونیز آیین «ازدواج با دریا» به‌طور سنتی در روز عروج برگزار می‌شود.
در پرتغال هرساله در این روز مردم دسته‌های کوچکی از ساقه گندم (نماد نان)، شکوفه زیتون (نماد نور و صلح)، شقایق (نماد عشق و زندگی)، رزماری (نماد سلامتی)، برگ مو (نماد شراب و شادی)، گل جعفری (نماد طلا و نقره) و خشخاش را در بسته‌های کوچکی گذاشته و تا سال بعد آن را در گوشه‌ای از خانه نگه می‌دارند و باور دارند که به این ترتیب خوشبختی به آن‌ها رو خواهد کرد.

## موزیک
یوهان سباستین باخ آهنگ‌های گوناگونی را به مناسبت این روز و برای اجرا در کلیساها ساخته‌است. این آهنگ‌ها عبارتند از:
- چه کسی ایمان آورده و غسل داده خواهد شد - ۱۸ مه ۱۷۲۴
- دربارهٔ عروج مسیح تنها - ۱۰ مه ۱۷۲۵
- خدا هلهله کنان عروج می‌کند - ۲۰ مه ۱۷۲۶
- ستایش خدا در ملکوت خود (قطعه با کلام) - ۱۹ مه ۱۷۳۵